# القدرة التلقيحية

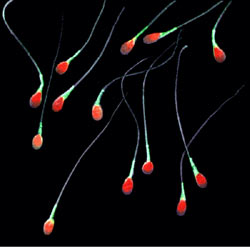

هذه المقالة تتحدث عن العمليات البيولوجية المرتبطه بالتكاثر. للتطوير النهج المفاهيمي، أنظر بناء القدرات.

## القدرة التلقيحية (للحيوان المنوي)
القدرة التلقيحية هي الخطوة ما قبل الأخيرة في نضوع الحيوانات المنوية للثديات وهي مطلوبة لجعلها قادرة على تخصيب الخلية البيضية. هذه الخطوة هي حدث كيميائي حيوي، تتحرك الحيوانات المنوية بشكل طبيعي وتبدو ناضجة قبل القدرة التلقيحية. في الجسم الحي، تحدث القدرة التلقيحية بعد القذف، عندما تغادر الحيوانات المنوية المهبل وتدخل الي الجهاز التناسلي الانثوي العلوي. الرحم يساعد في خطوات القدرة التلقيحية عن طريق إفراز ملزم ستيرول (مركب ستيرودي كحولي) ألبيومين(الزلال), بروتينات شحمية، وتحلل بروتيني وأنزيمات مثل الهيبارين (مادة مضادة لتجلط الدم).
أهداف الإخصاب في المختبر، تحدث القدرة التلقيحية عن طريق حاضنة الحيوانات المنوية التي تعرضت للقذف أو التي استخرجت من البربخ ويحتضن في وسط محدد لعدة ساعات. يوجد عدة طرق مختلفة لتأدية خطوة القدرة التلقيحية: الغسل البسيط، الانتقال (السباحة لأعلى), تدرج الكثافة، والتصفية.
الهدف هو فصل أكبر عدد ممكن من الحيوانات المنوية القادرة على الحركة والقضاء على الحيوانات المنوية الغير قادرة على الحركة أو الميتة.
بعد ذلك يجب على الحيوانات المنوية الخضوع لخطوة النضوج النهائية، التنشيط، التي تحتوي على تفاعل الكروموسوم إما في الجسم الحي أو في مختبر القدرة التلقيحية.
الحيوانات المنوية الغير متحركة لا تتطلب خطوة القدرة التلقيحية وتكون جاهزة لإخصاب الخلية البيضية مباشرة بعد إطلاقها من الذكر.

## الوظيفة والآلية
القدرة التلقيحية لها تأثيران: زعزعة الجسيم الطرفي لغشاء رأس الحيوانات المنوية الذي يسمح بأختراق الطبقة الخارجية للبويضة، والتغيرات الكيميائية في الذيل التي تسمح بحركة أكبر في الحيوانات المنوية.
بتم تسيهل التغييرات عن طريق إزالة الستيرول (مثل الكوليسترول) والبروتينات السكرية المنوية / البربخية الغير مرتبطة تساهمياً. والنتيجة هي غشاء أكثر مرونة مع زيادة في نفاذية Ca+2 .
ينتج عن تدفق Ca+2 زيادة في مستويات (أحادي الفوسفات الأدينوسين الحلقي) cAMP داخل الخلية وأيضاً زيادة في الحركة. يتطابق فرط النشاط مع بداية القدرة التلقيحية وهي نتيجة لزيادة مستويات Ca+2 .
ويمتلك تأثير تحفيزي تأزري مع الأدينوزين الذي يزيد من نشاط الأنزيم الحلقي أدينيليل في الحيوانات المنوية.[بحاجة لمصدر]
يعد الإخصاب ثلاثي الببتيد الذي يحفز ببتيد (FPP) ضروري ليتحكم في القدرة التلقيحية. ينتج FPP في غدة البروستاتا كعنصر من السائل المنوي. يأتي FPP من اختلاطه مع الحيوانات المنوية أثناء القذف (خروج المني), مثل اختلاط السائل المنوي والحيوانات المنوية. مستويات عالية من FPP النشط الذي يمنع القدرة التلقيحية (للحيوان المنوي). ينخفض تركيز ال FPP في الجهاز التناسلي الأنثوي بعد القذف.

## الحث
لأن تقنيات الأنجاب المساعدة، أو ARTs , مثل الإخصاب في المختبر (IVF) أو الإمناء الأصطناعي (IUI) تتطلب حث القدرة التلقيحية للخلية المنوية خارج المتغيرات البيولوجية الطبيعية، فقد تم تتطوير عدة مناهج لتحفيز هذه العملية في خلايا الحيوانات المنوية في الثديات. يتم حصد الخلايا المنوية من خلال القذف أو يتم حصدها من البربخ الذيلي ويسمح لها بالسيلان في درجة حرارة الغرفة.
ويمكن بعد ذلك للقدرة التلقيحية الناجمه عن إضافة تصميم وسطي لمحاكاة التركيب الكهرلي لقناة الرحم، حيث يحدث الأخصاب.
تختلف هذه الوسائط بين الأنواع، ولكنها قائمة على أساس الملوحة وتحتوي على ركائز الطاقة مثل: اللاكتات (اللبنات), بيروفات، وربما الجلوكوز.
مستقبلات الكوليسترول مطلوبة لتسهل حركة الكوليسترول من غشاء خلية الحيونات المنوية، وهو دائماً الألبومين. عادة يستخدم ألبومين المصل البقري في دراسات الحيوانات المختبرية، وألبومين المصل البشري (HSA) يستخدم في حث القدرة التلقيحية للحيوانات المنوية للإنسان.
يعتبرالبيكربونات المكون الحيوي في الوسط الذي يحفز القدرة التلقيحية، حيث تنتقل بشكل مشترك إلى العصارة الخلوية حيث ينشط الأنزيم الحلقي أدينيليل القابل للذوبان (sAC) ويعمل أيضاً كمخزن لدرجة الحموضة الضرورية لمنع إنخفاضها في الزرع، وهي إضافة ضرورية عند حضانة الخلايا عند 5% من ثاني اكسيد الكربون Co2 وهو في العادة يستخدم بشكل عام حتى لو لم يكن مطلوباً.
في النماذج الحيوانية، يضاف كلوريد الكالسيوم لتسهيل التدفق عن طريق أيون الكالسيوم. يستخدم وسط تايرودي ألبومين لاكتات البيروفات (TALP) عادة كقاعدة، الذي يحتوي على كل من هذه المكونات.
في الأنسان، يستخدم سائل انبوبي بشري (HTF).
يمكن اكمال هذه الوسائط مع مواد كيميائية أخرى لتحفيز قدرة الحيوانات المنوية على الحركة المفرطة
و/أو تفاعل الكروموسوم. بالنسبة لإخصاب الحيوانات في المختبر، أن الكافيين عند تركيز 5mM(ميلي مولار) محفز قوي للقدرة التلقيحية للحيوان المنوي في المختبر. ويعد حامل أيون الكالسيوم أيضاً مثالي لتحفيز القدرة التلقيحية.
يضاف الهيبارين (دواء مميع للدم) للقدرة التلقيحية لتحفيز الوسط الذي يحاكي إفراز هيبارين مثل غليكوز أمينو غليكان (GAGs) بالقرب من الخلية البيضية ويبدأ تفاعل الكروموسوم. هذا التأثير يكبر عند إضافة ليزوفوسفاتيديل الكولين (LC) في اتحادها مع الهيبارين.
الكاتيكولامينات مثل نورإبينفرين بتراكيز منخفضة قد ثبت أنها تساعد في تحفيز تفاعل الكروموسوم.

## قياس
```
تتطورت العديد من الأساليب لتقييم درجة خضوع خلايا الحيوانات المنوية للقدرة التلقيحية في المختبر.
```

تم تطوير تحليل الحيوانات المنوية بمساعدة جهاز الحاسوب (CASA) في عام 1980 لقياس علم الحركة للحيوانات المنوية. يستخدم CASA مجهر ضوئي ذو أطوار متباينة موحد مع الحيوانات المنوية يتتبع برمجيات لتحليل مبادئ حركة الحيوانات المنوية. مبادئ اكيدة مثل: السرعة الإنحنائية (VCL), السرعة الخطية (الثابتة) (VCL), متوسط سرعة المسار (VAP), ومدى إزاحة الرأس الجانبي (ALH), قد تم إثباتها بأنها مرتبطة إيجابياً بكفائة الإخصاب وبالتالي يتم إستخدامها لتحديد فرط النشاط لحركة خلايا الحيوانات المنوية.
في حين أن قياسات الحركة دقيقة لتحديد وجود الحركة مفرطة النشاط، فقد تم تطوير طرق إضافية لتحديد حدوث تفاعل الكروموسوم. طرق بسيطه لأستخدام صبغ أزرق ساطع كوماسي G250 لتلوين الخلايا، مما يوفر دليل مرئي على الكروموسومات السليمة أو المتفاعلة. العديد من التقنيات المتطورة التي تستخدم طرق التفلور أو مجهر إلكتروني. راصة الفول السوداني المقترن بالفلوريسين (ملون متألق) (FITC-PNA) أو راصة البازيلاء (FITC-PSA) يمكن إستخدامها لوضع علامة تفلور على كروموسوم الخلايا المنوية، والتي يمكن إستخدامها لاحقاً لتقييم حالة الكروموسوم باستخدام مجهر فلوري.

## اكتشاف
لقد تم الأبلاغ عن اكتشاف لهذه العملية في عام 1951 عن طريق الشخصان Min Chueh Chang
Colin Russell Austin.

## روابط خارجية
Sperm+Capacitation في المَكتبة الوَطنية الأمريكية للطب عناوين المواضيع الطبية (MeSH).